# غافين روبرتسون
غافين روبرتسون (بالإنجليزية: Gavin Robertson)‏ (28 مايو 1966 في أستراليا - ) هو لاعب كريكت أسترالي. شارك في دورة ألعاب الكومنولث 1998. وشارك مع منتخب أستراليا الوطني للكريكت. أما مع النوادي، فقد لعب مع فريق تسمانيا للكريكت وفريق جنوب ويلز الجديد للكريكت ‏.

## وصلات خارجية
- غافين روبرتسون على موقع إي آس بي آن كريك إنفو (الإنجليزية)
- غافين روبرتسون على موقع اتحاد ألعاب الكومنولث (مؤرشف) (الإنجليزية)